# لويس إدواردو ماتا
لويس إدواردو ماتا (بالإنجليزية: Luis Eduardo Matta)‏ (21 نوفمبر 1974، ريو دي جانيرو في البرازيل)؛ كاتب وروائي برازيلي.